# Marvin Spencer
Marvin Spencer (26 november 1973) is een Antiguaans voormalig wielrenner.

## Carrière
In 2010 nam Spencer deel aan de Gemenebestspelen. De wegwedstrijd, met start en finish in Delhi, staakte hij voortijdig. Drie dagen later werd hij veertigste in de door David Millar gewonnen tijdrit. Vier jaar later nam Spencer wederom deel. In de tijdrit eindigde hij op plek 49 en de wegwedstrijd reed hij wederom niet uit. In 2017 werd Spencer derde in het door zijn landgenoot Jyme Bridges gewonnen kampioenschap van de OOCS.
In het nationale circuit werd Spencer in zowel 2011 als 2017 nationaal kampioen tijdrijden. Daarnaast werd hij tijdens zijn carrière ook viermaal tweede en tweemaal derde. In de wegwedstrijd werd hij in 2016 tweede, achter Conroy Thomas. In 2011 won Spencer de openingstijdrit van de 3 Stage Race. Het eindklassement van die wedstrijd won hij in 2012 en 2016.

## Palmares

### Overwinningen
2011
 Antiguaans kampioen tijdrijden, Elite
2017
 Antiguaans kampioen tijdrijden, Elite

### Eindstanden in wereldranglijsten
| Jaar |  | Wereldranglijsten |
| ---- |  | ----------------- |
| 2016 |  | 1422e (UWR)       |
| 2017 |  | 1230e (UWR)       |